# Константинів (гміна)
Гміна Константинів (Ґміна Константинув, пол. Gmina Konstantynów) — сільська гміна у східній Польщі. Належить до Більського повіту Люблінського воєводства. До 1954 року гміна Заканале.
Станом на 31 грудня 2011 у гміні проживало 4128 осіб.

## Площа
Згідно з даними за 2007 рік площа гміни становила 87.06 км², у тому числі:
- орні землі: 69.00 %
- ліси: 25.00 %

Таким чином, площа гміни становить 3.16 % площі повіту.

## Населення
Станом на 31 грудня 2011:
| Опис     | Загалом | Загалом | Чоловіки | Чоловіки | Жінки | Жінки |
| -------- | ------- | ------- | -------- | -------- | ----- | ----- |
| одиниця  | осіб    | %       | осіб     | %        | осіб  | %     |
| все      | 4128    | 100     | 2038     | 49.37    | 2090  | 50.63 |
| міське   | 0       | 100     | 0        |          | 0     |       |
| сільське | 4128    | 100     | 2038     | 49.37    | 2090  | 50.63 |

## Сусідні гміни
Гміна Константинів межує з такими гмінами: Янів Підляський, Лешна-Подляська, Мельник, Сарнакі, Стара Корниця.

## Історія
За польськими підрахунками станом на 2 червня 1947 року, у гміні Заканале налічувалося 289 українців (94 родини), які підлягали виселенню у північно-західні воєводства згідно з планом депортації українського населення у рамках операції «Вісла».